# Titularbistum Tabuda
Tabuda ist ein Titularbistum der römisch-katholischen Kirche, zurückgehend auf einen alten römischen Bischofssitz, der im 7. Jahrhundert mit der islamischen Expansion unterging. Er lag in der gleichnamigen nordafrikanischen Stadt Tabuda in der römischen Provinz Numidien.
| Titularbischöfe von Tabuda |                                   | |                   |                   |
| Nr.                        | Name                              | Amt | von               | bis               |
| 1                          | Laurent Tétrault                  | Apostolischer Vikar von Bukoba (Tanganjika)                                                                                             | 13. November 1947 | 20. März 1951     |
| 2                          | Teodor Bensch                     | Weihbischof in Breslau (Volksrepublik Polen)                                                                                            | 26. April 1951    | 1. Dezember 1956  |
| 3                          | Antonio Añoveros Ataún            | 25. August 1952 – 27. Oktober 1954 Weihbischof in Málaga, 27. Oktober 1954 – 2. April 1964 Koadjutorbischof von Cádiz y Ceuta (Spanien) | 25. August 1952   | 2. April 1964     |
| 4                          | James Louis Flaherty              | Weihbischof in Richmond (USA) | 8. August 1966    | 9. August 1975    |
| 5                          | Giovanni Innocenzo Martinelli OFM | Apostolischer Vikar von Tripolis (Libyen)                                                                                               | 3. Mai 1985       | 31. Dezember 2019 |
| 6                          | Elias Lorenzo OSB                 | Weihbischof in Newark (USA) | 27. Februar 2020  |                   |